# Dallas Mavericks 1990-1991
La stagione 1990-1991 dei Dallas Mavericks fu l'11ª nella NBA per la franchigia.
I Dallas Mavericks arrivarono sesti nella Midwest Division della Western Conference con un record di 28-54, non qualificandosi per i play-off.

## Risultati
| Squadra                | V  | P  | %    | GB |
| ---------------------- | -- | -- | ---- | -- |
| San Antonio Spurs      | 55 | 27 | 67,1 | -  |
| Utah Jazz              | 54 | 28 | 65,9 | 1  |
| Houston Rockets        | 52 | 30 | 63,4 | 3  |
| Orlando Magic          | 31 | 51 | 37,8 | 24 |
| Minnesota Timberwolves | 29 | 53 | 35,4 | 26 |
| Dallas Mavericks       | 28 | 54 | 34,1 | 27 |
| Denver Nuggets         | 20 | 62 | 24,4 | 35 |

## Roster
| N° | Naz.                   | Ruolo | Sportivo         | Anno | Alt. | Peso |
| -- | ---------------------- | ----- | ---------------- | ---- | ---- | ---- |
| 1  | Stati Uniti (bandiera) | GA    | Rodney McCray    | 1961 | 201  | 100  |
| 2  | Stati Uniti (bandiera) | A     | Alex English     | 1954 | 201  | 86   |
| 4  | Stati Uniti (bandiera) | G     | Steve Alford     | 1964 | 188  | 83   |
| 5  | Stati Uniti (bandiera) | G     | Kelvin Upshaw    | 1963 | 188  | 82   |
| 12 | Stati Uniti (bandiera) | G     | Derek Harper     | 1961 | 193  | 84   |
| 15 | Stati Uniti (bandiera) | G     | Brad Davis       | 1955 | 191  | 82   |
| 21 | Stati Uniti (bandiera) | G     | Fat Lever        | 1960 | 191  | 77   |
| 22 | Stati Uniti (bandiera) | G     | Rolando Blackman | 1959 | 198  | 86   |
| 32 | Stati Uniti (bandiera) | AC    | Herb Williams    | 1958 | 208  | 110  |
| 33 | Stati Uniti (bandiera) | A     | Randy White      | 1967 | 203  | 109  |
| 34 | Stati Uniti (bandiera) | A     | Howard Wright    | 1967 | 203  | 100  |
| 40 | Stati Uniti (bandiera) | C     | James Donaldson  | 1957 | 218  | 125  |
| 42 | Stati Uniti (bandiera) | AC    | Roy Tarpley      | 1964 | 211  | 107  |
| 50 | Stati Uniti (bandiera) | A     | Jim Grandholm    | 1960 | 213  | 107  |
| 55 | Stati Uniti (bandiera) | C     | John Shasky      | 1964 | 211  | 107  |

## Staff tecnico
- Allenatore: Richie Adubato
- Vice-allenatori: Bob Zuffelato, Gar Heard, Clifford Ray
- Preparatore atletico: Doug Atkinson